# Apolonio (paradoxógrafo)
Apolonio fue un paradoxógrafo griego de principios del siglo II a. C. que escribió una obra llamada Mirabilia o Historiae mirabiles (Historias maravillosas), de 51 capítulos que se ha conservado a través del Códice palatinus graecus 398. Se trata de una compilación de obras de autores anteriores., como Aristóteles, Teofrasto, y otros.
Se ha tratado de identificar al autor de esta obra con alguno de los «Apolonio» conocidos, de forma que se han propuesto dos posibilidades: identificarlo con el historiador Apolonio de Afrodisias o con un Apolonio conocido por haber sido sacerdote de Serapis que vivió entre los siglos III y II a. C. y que probablemente tuvo acceso a la Biblioteca de Alejandría. 
Entre las fuentes empleadas por Apolonio cabe destacar a Bolo de Mendes, de quien Apolonio se nutre al menos en los seis primeros capítulos de la obra.